# Хилдеок
Хилдеок (Алдихок), (Hildeoc, Aldihoc), e крал на лангобардите от 470 до 478 г., след баща си Летук в област Среден Дунав – Норик, Бохемия, Моравия и Долна Австрия. Освобождава се от хунското господство. († ок. 478)

## Деца:
- Годеок (* ок. 425; † ок. 490)